# Хрубјешов
Хрубјешов (пољ. Hrubieszów) град је у Пољској у Војводству лублинском. По подацима из 2012. године број становника у месту је био 18 731.

## Становништво
| 2012.  |
| ------ |
| 18 731 |

## Партнерски градови
- Володимир